# バンカーズパートナー
株式会社バンカーズパートナー(英文名称:BankersPartner, Inc)は、かつて東京都千代田区に本社を置いていたジェイティービーの関連会社。

## 概要
国際キャッシュカード利用者向けサポートや銀行の会員制のサービス加入者向けのサービス提供などを行う企業であった。法人格上は、2007年9月以降、株式会社トラベルバンクとなっている。

## 沿革
- 1997年12月12日 - ジェイティービー内の社内ベンチャーの一環として、株式会社バンカーズパートナーとして設立